# Kanaiovka
Kanaiovka (en rus: Канаёвка) és un poble de l'óblast de Saràtov, a Rússia, segons el cens del 2010 tenia 735 habitants. Pertany al districte municipal d'Ivantéievka.